# Федерализация
Федерализа́ция (от лат. foederatio «объединение, союз») — процесс реализации на практике принципа федерализма в политико-территориальном устройстве страны (или в организационном построении партии, общественной организации) путём объединения ранее обособленных единиц или же разделения ранее единого, унитарного государства (организации) на составные части — субъекты федеративного образования. Как и всякий переходный процесс, федерализация требует выяснения прежде всего вопроса о том, переходом от чего к чему она является: от раздробленности к конфедеративному или федеративному объединению или же от полного единства, унитаризма к федерализму или конфедерации. В первом случае федерализация отражает тенденцию централизации, а во втором — децентрализации.